# Samia piperata
Samia piperata är en fjärilsart som beskrevs av Victor Ivanovitsch Motschulsky 1858. Samia piperata ingår i släktet Samia och familjen påfågelsspinnare. Inga underarter finns listade.